# Gemeinde Lenart

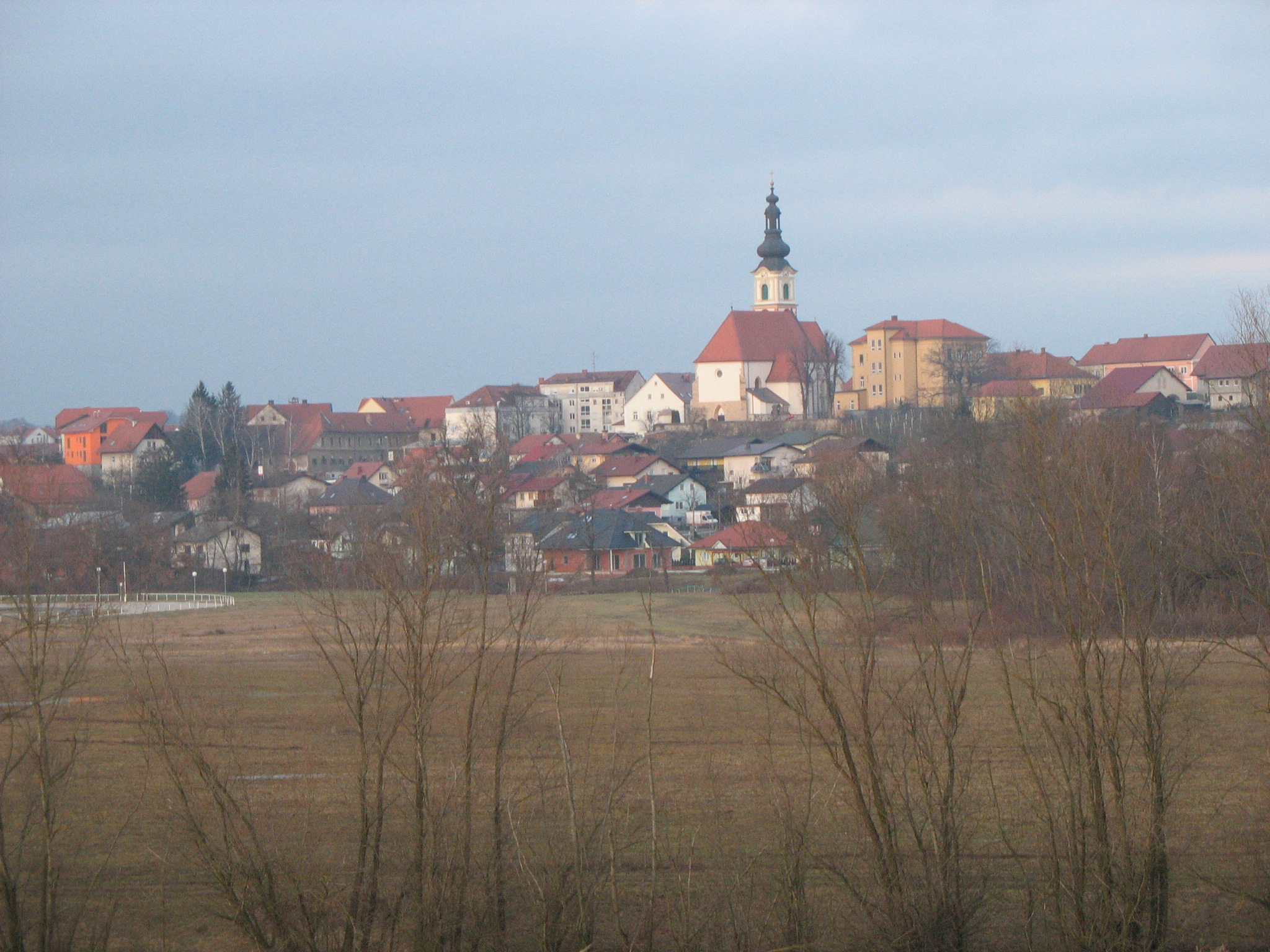
Blick auf die Kleinstadt Lenart v Slovenskih goricah.

Lenart v Slovenskih goricah (deutsch: Sankt Leonhard in Windischbüheln) ist der Name einer Gemeinde und der namensgebenden Stadt Lenart im Nordosten Sloweniens. Sie liegt in der historischen Landschaft Spodnja Štajerska (Untersteiermark) und in der statistischen Region Podravska.

## Lage
Die Gemeinde Lenart liegt mitten in den Slovenske gorice (Windische Bühel) und wird von West nach Ost von der Pesnica (Pößnitz), einem Nebenfluss der Drau durchflossen. Der Hauptort Lenart v Slovenskih goricah befindet sich auf etwa 260 m. ü. A. im Tal des genannten Flusses.
Die nächste größere Stadt ist Maribor ca. 14 km westlich des Hauptortes, mit dem es über die Autobahn A5 verbunden ist.

## Ortschaften
Die Gemeinde umfasst 22 Ortschaften. Die deutschen Exonyme in den Klammern stammen aus der Mitte des 19. Jahrhunderts und werden heutzutage nicht mehr verwendet. (Einwohnerzahlen Stand 1. Januar 2017):
- Crmljenšak (Tschermlenscheg), 196
- Dolge Njive (Langenaker), 127
- Gradenšak, (Grodenscheg) 29
- Hrastovec v Slovenskih goricah (Gutenhag), 473
- Lenart v Slovenskih goricah (Sankt Leonhard in Windischbüheln), 3.184
- Lormanje (Armsdorf), 163
- Mocna (Mutschen), 265
- Nadbišec (Nadwischetz), 89
- Radehova (Radach), 210
- Rogoznica (Ragosnitz), 97
- Selce (Selzaberg), 348
- Spodnja Volicina (Unterwellitschen), 720
- Spodnje Partinje (Unterpartin), 125
- Spodnji Porcic (Unterburgstall), 244
- Spodnji Žerjavci (Unterscheriafzen), 322
- Straže (Strasche), 84
- Šetarova (Schiltern), 56
- Vinicka vas (Amaisgasse), 155
- Zamarkova (Samarko), 100
- Zavrh (Sauerberg), 409
- Zgornja Volicina (Oberwellitschen), 586
- Zgornji Žerjavci (Oberscheriafzen), 269

## Nachbargemeinden
| Sveti Jurij      | Sveta Ana                                   | Benedikt      |
| Pesnica, Maribor | Kompassrose, die auf Nachbargemeinden zeigt | Sveta Trojica |
| Duplek           | Ptuj, Destrnik                              | Trnovska vas  |

## Söhne und Töchter der Gemeinde
- Franc Kramberger (* 7. Oktober 1936), ehemaliger Erzbischof von Maribor